# جوني غريفين
جوني غريفين (بالإنجليزية: Johnny Griffin)‏ هو عازف جاز وملحن أمريكي، ولد في 24 أبريل 1928 في شيكاغو في الولايات المتحدة، وتوفي في 25 يوليو 2008 في فرنسا بسبب نوبة قلبية.

## وصلات خارجية
- جوني غريفين على موقع IMDb (الإنجليزية)
- جوني غريفين على موقع الموسوعة البريطانية (الإنجليزية)
- جوني غريفين على موقع ميوزك برينز (الإنجليزية)
- جوني غريفين على موقع أول ميوزيك (الإنجليزية)
- جوني غريفين على موقع ديسكوغز (الإنجليزية)
- جوني غريفين على موقع قاعدة بيانات الفيلم (الإنجليزية)